# Gran Premio di superbike di Assen 2022
Il Gran Premio di superbike di Assen 2022 è stato la seconda prova del mondiale superbike del 2022. Nello stesso fine settimana si sono corsi anche la seconda prova del campionato mondiale Supersport e del campionato mondiale Supersport 300.
I risultati delle gare hanno visto vincere, per quel che concerne il mondiale Superbike: Jonathan Rea in gara 1 e in gara Superpole, Álvaro Bautista in gara 2.
Le gare del mondiale Supersport sono state vinte entrambe da Dominique Aegerter, mentre le gare del mondiale Supersport 300 sono andate a Victor Steeman in gara 1  e Hugo De Cancellis in gara 2.

## Superbike gara 1

### Arrivati al traguardo
| Pos. | Nº | Pilota               | Squadra                   | Motocicletta        | Giri | Tempo     | Griglia | Punti |
| ---- | -- | -------------------- | ------------------------- | ------------------- | ---- | --------- | ------- | ----- |
| 1º   | 65 | Jonathan Rea         | Kawasaki Racing           | Kawasaki ZX-10RR    | 21   | 33'22.865 | 3º      | 25    |
| 2º   | 19 | Álvaro Bautista      | Aruba.it Racing - Ducati  | Ducati Panigale V4R | 21   | +0.103    | 5º      | 20    |
| 3º   | 1  | Toprak Razgatlıoğlu  | Pata Yamaha with Brixx    | Yamaha YZF R1       | 21   | +1.014    | 1º      | 16    |
| 4º   | 55 | Andrea Locatelli     | Pata Yamaha with Brixx    | Yamaha YZF R1       | 21   | +9.712    | 4º      | 13    |
| 5º   | 7  | Iker Lecuona         | Team HRC                  | Honda CBR1000 RR-R  | 21   | +17.451   | 8º      | 11    |
| 6º   | 76 | Loris Baz            | Bonovo Action BMW         | BMW M1000RR         | 21   | +17.983   | 7º      | 10    |
| 7º   | 5  | Philipp Öttl         | Team Goeleven             | Ducati Panigale V4R | 21   | +22.002   | 11º     | 9     |
| 8º   | 31 | Garrett Gerloff      | GYTR GRT Yamaha           | Yamaha YZF R1       | 21   | +24.545   | 6º      | 8     |
| 9º   | 45 | Scott Redding        | BMW Motorrad              | BMW M1000RR         | 21   | +25.118   | 13º     | 7     |
| 10º  | 47 | Axel Bassani         | Motocorsa Racing          | Ducati Panigale V4R | 21   | +26.938   | 9º      | 6     |
| 11º  | 97 | Xavi Vierge          | Team HRC                  | Honda CBR1000 RR-R  | 21   | +35.566   | 14º     | 5     |
| 12º  | 23 | Christophe Ponsson   | Gil Motor Sport-Yamaha    | Yamaha YZF R1       | 21   | +41.901   | 20º     | 4     |
| 13º  | 60 | Michael van der Mark | BMW Motorrad              | BMW M1000RR         | 21   | +41.967   | 15º     | 3     |
| 14º  | 2  | Roberto Tamburini    | Yamaha Motoxracing        | Yamaha YZF R1       | 21   | +42.014   | 22º     | 2     |
| 15º  | 44 | Lucas Mahias         | Kawasaki Puccetti Racing  | Kawasaki ZX-10RR    | 21   | +45.699   | 10º     | 1     |
| 16º  | 91 | Leon Haslam          | TPR Team Pedercini Racing | Kawasaki ZX-10RR    | 21   | +45.882   | 17º     |       |
| 17º  | 3  | Kōta Nozane          | GYTR GRT Yamaha           | Yamaha YZF R1       | 21   | +45.972   | 16º     |       |
| 18º  | 29 | Luca Bernardi        | Barni Spark Racing        | Ducati Panigale V4R | 21   | +47.975   | 24º     |       |
| 19º  | 36 | Leandro Mercado      | MIE Racing Honda          | Honda CBR1000 RR-R  | 21   | +48.144   | 19º     |       |
| 20º  | 35 | Hafizh Syahrin       | MIE Racing Honda          | Honda CBR1000 RR-R  | 21   | +58.169   | 21º     |       |
| 21º  | 52 | Oliver König         | Orelac Racing Verdnatura  | Kawasaki ZX-10RR    | 21   | +1'12.087 | 23º     |       |

### Ritirati
| Nº | Pilota                | Squadra                  | Motocicletta        | Giri | Griglia |
| -- | --------------------- | ------------------------ | ------------------- | ---- | ------- |
| 21 | Michael Ruben Rinaldi | Aruba.it Racing - Ducati | Ducati Panigale V4R | 16   | 12º     |
| 22 | Alex Lowes            | Kawasaki Racing          | Kawasaki ZX-10RR    | 11   | 2º      |
| 16 | Gabriele Ruiu         | Bmax Racing              | BMW M1000RR         | 7    | 18º     |

## Superbike gara Superpole

### Arrivati al traguardo
| Pos. | Nº | Pilota                | Squadra                   | Motocicletta        | Giri | Tempo     | Griglia | Punti |
| ---- | -- | --------------------- | ------------------------- | ------------------- | ---- | --------- | ------- | ----- |
| 1º   | 65 | Jonathan Rea          | Kawasaki Racing           | Kawasaki ZX-10RR    | 9    | 14'10.648 | 3º      | 12    |
| 2º   | 1  | Toprak Razgatlıoğlu   | Pata Yamaha with Brixx    | Yamaha YZF R1       | 9    | +0.267    | 1º      | 9     |
| 3º   | 19 | Álvaro Bautista       | Aruba.it Racing - Ducati  | Ducati Panigale V4R | 9    | +0.300    | 5º      | 7     |
| 4º   | 55 | Andrea Locatelli      | Pata Yamaha with Brixx    | Yamaha YZF R1       | 9    | +6.959    | 4º      | 6     |
| 5º   | 7  | Iker Lecuona          | Team HRC                  | Honda CBR1000 RR-R  | 9    | +11.997   | 8º      | 5     |
| 6º   | 76 | Loris Baz             | Bonovo Action BMW         | BMW M1000RR         | 9    | +12.953   | 7º      | 4     |
| 7º   | 31 | Garrett Gerloff       | GYTR GRT Yamaha           | Yamaha YZF R1       | 9    | +13.410   | 6º      | 3     |
| 8º   | 21 | Michael Ruben Rinaldi | Aruba.it Racing - Ducati  | Ducati Panigale V4R | 9    | +13.512   | 12º     | 2     |
| 9º   | 47 | Axel Bassani          | Motocorsa Racing          | Ducati Panigale V4R | 9    | +13.567   | 9º      | 1     |
| 10º  | 5  | Philipp Öttl          | Team Goeleven             | Ducati Panigale V4R | 9    | +13.871   | 11º     |       |
| 11º  | 45 | Scott Redding         | BMW Motorrad              | BMW M1000RR         | 9    | +14.239   | 13º     |       |
| 12º  | 97 | Xavi Vierge           | Team HRC                  | Honda CBR1000 RR-R  | 9    | +16.491   | 14º     |       |
| 13º  | 44 | Lucas Mahias          | Kawasaki Puccetti Racing  | Kawasaki ZX-10RR    | 9    | +16.800   | 10º     |       |
| 14º  | 3  | Kōta Nozane           | GYTR GRT Yamaha           | Yamaha YZF R1       | 9    | +18.989   | 16º     |       |
| 15º  | 60 | Michael van der Mark  | BMW Motorrad              | BMW M1000RR         | 9    | +20.625   | 15º     |       |
| 16º  | 2  | Roberto Tamburini     | Yamaha Motoxracing        | Yamaha YZF R1       | 9    | +21.463   | 22º     |       |
| 17º  | 91 | Leon Haslam           | TPR Team Pedercini Racing | Kawasaki ZX-10RR    | 9    | +23.762   | 17º     |       |
| 18º  | 36 | Leandro Mercado       | MIE Racing Honda          | Honda CBR1000 RR-R  | 9    | +23.998   | 19º     |       |
| 19º  | 23 | Christophe Ponsson    | Gil Motor Sport-Yamaha    | Yamaha YZF R1       | 9    | +24.207   | 20º     |       |
| 20º  | 29 | Luca Bernardi         | Barni Spark Racing        | Ducati Panigale V4R | 9    | +25.949   | 24º     |       |
| 21º  | 16 | Gabriele Ruiu         | Bmax Racing               | BMW M1000RR         | 9    | +33.209   | 18º     |       |
| 22º  | 35 | Hafizh Syahrin        | MIE Racing Honda          | Honda CBR1000 RR-R  | 9    | +33.519   | 21º     |       |
| 23º  | 52 | Oliver König          | Orelac Racing Verdnatura  | Kawasaki ZX-10RR    | 9    | +33.717   | 23º     |       |

### Ritirato
| Nº | Pilota     | Squadra         | Motocicletta     | Giri | Griglia |
| -- | ---------- | --------------- | ---------------- | ---- | ------- |
| 22 | Alex Lowes | Kawasaki Racing | Kawasaki ZX-10RR | 8    | 2º      |

## Superbike gara 2

### Arrivati al traguardo
| Pos. | Nº | Pilota                | Squadra                   | Motocicletta        | Giri | Tempo     | Griglia | Punti |
| ---- | -- | --------------------- | ------------------------- | ------------------- | ---- | --------- | ------- | ----- |
| 1º   | 19 | Álvaro Bautista       | Aruba.it Racing - Ducati  | Ducati Panigale V4R | 21   | 33'20.602 | 3º      | 25    |
| 2º   | 55 | Andrea Locatelli      | Pata Yamaha with Brixx    | Yamaha YZF R1       | 21   | +8.770    | 4º      | 20    |
| 3º   | 7  | Iker Lecuona          | Team HRC                  | Honda CBR1000 RR-R  | 21   | +11.580   | 5º      | 16    |
| 4º   | 22 | Alex Lowes            | Kawasaki Racing           | Kawasaki ZX-10RR    | 21   | +13.329   | 10º     | 13    |
| 5º   | 45 | Scott Redding         | BMW Motorrad              | BMW M1000RR         | 21   | +14.672   | 13º     | 11    |
| 6º   | 47 | Axel Bassani          | Motocorsa Racing          | Ducati Panigale V4R | 21   | +17.490   | 9º      | 10    |
| 7º   | 21 | Michael Ruben Rinaldi | Aruba.it Racing - Ducati  | Ducati Panigale V4R | 21   | +23.374   | 8º      | 9     |
| 8º   | 60 | Michael van der Mark  | BMW Motorrad              | BMW M1000RR         | 21   | +28.511   | 15º     | 8     |
| 9º   | 97 | Xavi Vierge           | Team HRC                  | Honda CBR1000 RR-R  | 21   | +29.067   | 14º     | 7     |
| 10º  | 44 | Lucas Mahias          | Kawasaki Puccetti Racing  | Kawasaki ZX-10RR    | 21   | +29.434   | 11º     | 6     |
| 11º  | 2  | Roberto Tamburini     | Yamaha Motoxracing        | Yamaha YZF R1       | 21   | +36.810   | 22º     | 5     |
| 12º  | 23 | Christophe Ponsson    | Gil Motor Sport-Yamaha    | Yamaha YZF R1       | 21   | +36.814   | 20º     | 4     |
| 13º  | 91 | Leon Haslam           | TPR Team Pedercini Racing | Kawasaki ZX-10RR    | 21   | +37.000   | 17º     | 3     |
| 14º  | 29 | Luca Bernardi         | Barni Spark Racing        | Ducati Panigale V4R | 21   | +38.862   | 24º     | 2     |
| 15º  | 36 | Leandro Mercado       | MIE Racing Honda          | Honda CBR1000 RR-R  | 21   | +41.674   | 19º     | 1     |
| 16º  | 16 | Gabriele Ruiu         | Bmax Racing               | BMW M1000RR         | 21   | +51.252   | 18º     |       |
| 17º  | 35 | Hafizh Syahrin        | MIE Racing Honda          | Honda CBR1000 RR-R  | 21   | +51.382   | 21º     |       |
| 18º  | 52 | Oliver König          | Orelac Racing Verdnatura  | Kawasaki ZX-10RR    | 21   | +1'10.088 | 23º     |       |

### Ritirati
| Nº | Pilota              | Squadra                | Motocicletta        | Giri | Griglia |
| -- | ------------------- | ---------------------- | ------------------- | ---- | ------- |
| 1  | Toprak Razgatlıoğlu | Pata Yamaha with Brixx | Yamaha YZF R1       | 5    | 2º      |
| 65 | Jonathan Rea        | Kawasaki Racing        | Kawasaki ZX-10RR    | 5    | 1º      |
| 5  | Philipp Öttl        | Team Goeleven          | Ducati Panigale V4R | 1    | 12º     |
| 76 | Loris Baz           | Bonovo Action BMW      | BMW M1000RR         | 1    | 6º      |
| 31 | Garrett Gerloff     | GYTR GRT Yamaha        | Yamaha YZF R1       | 1    | 7º      |
| 3  | Kōta Nozane         | GYTR GRT Yamaha        | Yamaha YZF R1       | 0    | 16º     |

## Supersport gara 1

### Arrivati al traguardo
| Pos. | Nº | Pilota                | Squadra                    | Motocicletta             | Giri | Tempo     | Griglia | Punti |
| ---- | -- | --------------------- | -------------------------- | ------------------------ | ---- | --------- | ------- | ----- |
| 1º   | 77 | Dominique Aegerter    | Ten Kate Racing Yamaha     | Yamaha YZF R6            | 13   | 22'54.605 | 1º      | 25    |
| 2º   | 28 | Glenn van Straalen    | EAB Racing                 | Yamaha YZF R6            | 13   | +0.081    | 5º      | 20    |
| 3º   | 11 | Nicolò Bulega         | Aruba.it Racing            | Ducati Panigale V2       | 13   | +1.796    | 3º      | 16    |
| 4º   | 16 | Jules Cluzel          | GMT94 Yamaha               | Yamaha YZF R6            | 13   | +5.725    | 10º     | 13    |
| 5º   | 64 | Federico Caricasulo   | Althea Racing              | Ducati Panigale V2       | 13   | +7.896    | 4º      | 11    |
| 6º   | 66 | Niki Tuuli            | MV Agusta Reparto Corse    | MV Agusta F3 800 RR      | 13   | +8.067    | 12º     | 10    |
| 7º   | 38 | Hannes Soomer         | Dynavolt Triumph           | Triumph Street Triple RS | 13   |           | 14º     | 9     |
| 8º   | 52 | Patrick Hobelsberger  | Kallio Racing              | Yamaha YZF R6            | 13   |           | 7º      | 8     |
| 9º   | 3  | Raffaele De Rosa      | Orelac Racing Verdnatura   | Ducati Panigale V2       | 13   |           | 13º     | 7     |
| 10º  | 24 | Leonardo Taccini      | Ten Kate Racing Yamaha     | Yamaha YZF R6            | 13   |           | 20º     | 6     |
| 11º  | 99 | Adrián Huertas        | MTM Kawasaki               | Kawasaki ZX-6R           | 13   |           | 15º     | 5     |
| 12º  | 55 | Yari Montella         | Kawasaki Puccetti Racing   | Kawasaki ZX-6R           | 13   |           | 17º     | 4     |
| 13º  | 10 | Unai Orradre          | MS Racing Yamaha           | Yamaha YZF R6            | 13   |           | 19º     | 3     |
| 14º  | 32 | Oliver Bayliss        | Barni Spark Racing         | Ducati Panigale V2       | 13   |           | 18º     | 2     |
| 15º  | 54 | Bahattin Sofuoğlu     | MV Agusta Reparto Corse    | MV Agusta F3 800 RR      | 13   |           | 25º     | 1     |
| 16º  | 17 | Kyle Smith            | VFT Racing                 | Yamaha YZF R6            | 13   |           | 16º     |       |
| 17º  | 74 | Jaimie Van Sikkelerus | MPM Routz Racing           | Yamaha YZF R6            | 13   |           | 22º     |       |
| 18º  | 6  | Jeffrey Buis          | Motozoo Racing by Puccetti | Kawasaki ZX-6R           | 13   |           | 24º     |       |
| 19º  | 12 | Filippo Fuligni       | D34G Racing                | Ducati Panigale V2       | 13   |           | 27º     |       |
| 20º  | 73 | Maximilian Kofler     | CM Racing                  | Ducati Panigale V2       | 13   |           | 26º     |       |
| 21º  | 15 | Eugene James McManus  | Motozoo Racing by Puccetti | Kawasaki ZX-6R           | 13   |           | 29º     |       |
| 22º  | 56 | Péter Sebestyén       | Evan Bros. Yamaha          | Yamaha YZF R6            | 13   |           | 9º      |       |
| 23º  | 22 | Federico Fuligni      | D34G Racing                | Ducati Panigale V2       | 13   |           | 31º     |       |

### Ritirati
| Nº | Pilota              | Squadra                  | Motocicletta             | Giri | Griglia |
| -- | ------------------- | ------------------------ | ------------------------ | ---- | ------- |
| 25 | Marcel Brenner      | VFT Racing               | Yamaha YZF R6            | 13   | 11º     |
| 69 | Tom Booth-Amos      | Prodina Racing           | Kawasaki ZX-6R           | 13   | 21º     |
| 62 | Stefano Manzi       | Dynavolt Triumph         | Triumph Street Triple RS | 5    | 8º      |
| 61 | Can Öncü            | Kawasaki Puccetti Racing | Kawasaki ZX-6R           | 4    | 2º      |
| 7  | Lorenzo Baldassarri | Evan Bros. Yamaha        | Yamaha YZF R6            | 4    | 6º      |
| 50 | Ondřej Vostatek     | MS Racing Yamaha         | Yamaha YZF R6            | 2    | 23º     |
| 88 | Alessandro Zetti    | Kallio Racing            | Yamaha YZF R6            | 0    | 30º     |

### Squalificato
| Nº | Pilota      | Squadra       | Motocicletta  | Giri | Griglia |
| -- | ----------- | ------------- | ------------- | ---- | ------- |
| 71 | Tom Edwards | Yart – Yamaha | Yamaha YZF R6 | 9    | 28º     |

## Supersport gara 2

### Arrivati al traguardo
| Pos. | Nº | Pilota                | Squadra                    | Motocicletta             | Giri | Tempo     | Griglia | Punti |
| ---- | -- | --------------------- | -------------------------- | ------------------------ | ---- | --------- | ------- | ----- |
| 1º   | 77 | Dominique Aegerter    | Ten Kate Racing Yamaha     | Yamaha YZF R6            | 18   | 29'35.903 | 1º      | 25    |
| 2º   | 7  | Lorenzo Baldassarri   | Evan Bros. Yamaha          | Yamaha YZF R6            | 18   | +2.606    | 6º      | 20    |
| 3º   | 61 | Can Öncü              | Kawasaki Puccetti Racing   | Kawasaki ZX-6R           | 18   | +4.618    | 2º      | 16    |
| 4º   | 11 | Nicolò Bulega         | Aruba.it Racing            | Ducati Panigale V2       | 18   | +4.965    | 3º      | 13    |
| 5º   | 38 | Hannes Soomer         | Dynavolt Triumph           | Triumph Street Triple RS | 18   | +17.982   | 13º     | 11    |
| 6º   | 62 | Stefano Manzi         | Dynavolt Triumph           | Triumph Street Triple RS | 18   | +18.108   | 8º      | 10    |
| 7º   | 66 | Niki Tuuli            | MV Agusta Reparto Corse    | MV Agusta F3 800 RR      | 18   | +18.656   | 11º     | 9     |
| 8º   | 17 | Kyle Smith            | VFT Racing                 | Yamaha YZF R6            | 18   | +19.650   | 15º     | 8     |
| 9º   | 55 | Yari Montella         | Kawasaki Puccetti Racing   | Kawasaki ZX-6R           | 18   | +20.000   | 16º     | 7     |
| 10º  | 54 | Bahattin Sofuoğlu     | MV Agusta Reparto Corse    | MV Agusta F3 800 RR      | 18   | +21.744   | 23º     | 6     |
| 11º  | 32 | Oliver Bayliss        | Barni Spark Racing         | Ducati Panigale V2       | 18   | +22.369   | 17º     | 5     |
| 12º  | 25 | Marcel Brenner        | VFT Racing                 | Yamaha YZF R6            | 18   | +25.239   | 10º     | 4     |
| 13º  | 24 | Leonardo Taccini      | Ten Kate Racing Yamaha     | Yamaha YZF R6            | 18   | +26.750   | 19º     | 3     |
| 14º  | 10 | Unai Orradre          | MS Racing Yamaha           | Yamaha YZF R6            | 18   | +27.098   | 18º     | 2     |
| 15º  | 3  | Raffaele De Rosa      | Orelac Racing Verdnatura   | Ducati Panigale V2       | 18   | +30.685   | 12º     | 1     |
| 16º  | 52 | Patrick Hobelsberger  | Kallio Racing              | Yamaha YZF R6            | 18   | +32.499   | 7º      |       |
| 17º  | 74 | Jaimie Van Sikkelerus | MPM Routz Racing           | Yamaha YZF R6            | 18   | +37.077   | 20º     |       |
| 18º  | 50 | Ondřej Vostatek       | MS Racing Yamaha           | Yamaha YZF R6            | 18   | +37.230   | 21º     |       |
| 19º  | 73 | Maximilian Kofler     | CM Racing                  | Ducati Panigale V2       | 18   | +41.276   | 24º     |       |
| 20º  | 6  | Jeffrey Buis          | Motozoo Racing by Puccetti | Kawasaki ZX-6R           | 18   | +41.529   | 22º     |       |
| 21º  | 12 | Filippo Fuligni       | D34G Racing                | Ducati Panigale V2       | 18   | +46.583   | 25º     |       |
| 22º  | 22 | Federico Fuligni      | D34G Racing                | Ducati Panigale V2       | 18   | +1'03.260 | 29º     |       |
| 23º  | 15 | Eugene James McManus  | Motozoo Racing by Puccetti | Kawasaki ZX-6R           | 18   | +1'18.275 | 27º     |       |
| 24º  | 88 | Alessandro Zetti      | Kallio Racing              | Yamaha YZF R6            | 18   | +1'22.731 | 28º     |       |
| 25º  | 64 | Federico Caricasulo   | Althea Racing              | Ducati Panigale V2       | 17   | +1 giro   | 4º      |       |

### Ritirati
| Nº | Pilota             | Squadra       | Motocicletta   | Giri | Griglia |
| -- | ------------------ | ------------- | -------------- | ---- | ------- |
| 99 | Adrián Huertas     | MTM Kawasaki  | Kawasaki ZX-6R | 17   | 14º     |
| 71 | Tom Edwards        | Yart – Yamaha | Yamaha YZF R6  | 5    | 26º     |
| 16 | Jules Cluzel       | GMT94 Yamaha  | Yamaha YZF R6  | 0    | 9º      |
| 28 | Glenn van Straalen | EAB Racing    | Yamaha YZF R6  | 0    | 5º      |

## Supersport 300 gara 1

### Arrivati al traguardo
| Pos. | Nº | Pilota             | Squadra                                | Motocicletta       | Giri | Tempo     | Griglia | Punti |
| ---- | -- | ------------------ | -------------------------------------- | ------------------ | ---- | --------- | ------- | ----- |
| 1º   | 72 | Victor Steeman     | MTM Kawasaki                           | Kawasaki Ninja 400 | 14   | 25'44.879 | 1º      | 25    |
| 2º   | 46 | Samuel Di Sora     | Leader Team Flembbo                    | Kawasaki Ninja 400 | 14   | +0.038    | 2º      | 20    |
| 3º   | 26 | Mirko Gennai       | BrCorse                                | Yamaha YZF-R3      | 14   | +8.828    | 16º     | 16    |
| 4º   | 61 | Yuta Okaya         | MTM Kawasaki                           | Kawasaki Ninja 400 | 14   | +8.952    | 13º     | 13    |
| 5º   | 64 | Hugo De Cancellis  | Prodina Racing                         | Kawasaki Ninja 400 | 14   | +9.012    | 19º     | 11    |
| 6º   | 41 | Marc García        | Yamaha MS Racing                       | Yamaha YZF-R3      | 14   | +9.023    | 8º      | 10    |
| 7º   | 91 | Matteo Vannucci    | AG Motorsport Italia Yamaha            | Yamaha YZF-R3      | 14   | +9.070    | 5º      | 9     |
| 8º   | 28 | Lennox Lehmann     | Freudenberg KTM - Paligo Racing        | KTM RC 390 R       | 14   | +17.515   | 25º     | 8     |
| 9º   | 8  | Bruno Ieraci       | Prodina Racing                         | Kawasaki Ninja 400 | 14   | +17.548   | 4º      | 7     |
| 10º  | 77 | Ruben Bijman       | MTM Kawasaki                           | Kawasaki Ninja 400 | 14   | +18.000   | 12º     | 6     |
| 11º  | 27 | Álvaro Díaz        | Arco Motor University                  | Yamaha YZF-R3      | 14   | +27.750   | 29º     | 5     |
| 12º  | 85 | Kevin Sabatucci    | Kawasaki GP Project                    | Kawasaki Ninja 400 | 14   | +28.090   | 20º     | 4     |
| 13º  | 43 | Harry Khouri       | Team#109 Kawasaki                      | Kawasaki Ninja 400 | 14   | +28.129   | 15º     | 3     |
| 14º  | 93 | Marco Gaggi        | Vinales Racing                         | Yamaha YZF-R3      | 14   | +28.169   | 22º     | 2     |
| 15º  | 2  | Iker García        | Yamaha MS Racing                       | Yamaha YZF-R3      | 14   | +28.248   | 14º     | 1     |
| 16º  | 35 | Yeray Saiz Marquez | Accolade Smrz Racing                   | Kawasaki Ninja 400 | 14   | +28.560   | 18º     |       |
| 17º  | 23 | Sylvain Markarian  | Leader Team Flembbo                    | Kawasaki Ninja 400 | 14   | +29.000   | 17º     |       |
| 18º  | 59 | Alessandro Zanca   | Kawasaki GP Project                    | Kawasaki Ninja 400 | 14   | +35.700   | 24º     |       |
| 19º  | 88 | Daniel Mogeda      | Team#109 Kawasaki                      | Kawasaki Ninja 400 | 14   | +35.724   | 26º     |       |
| 20º  | 4  | Sven Doornenbal    | Molenaar Racing                        | Kawasaki Ninja 400 | 14   | +35.734   | 23º     |       |
| 21º  | 69 | Troy Alberto       | Fusport-RT Motorsports by SKM-Kawasaki | Kawasaki Ninja 400 | 14   | +35.836   | 27º     |       |
| 22º  | 78 | Thom Molenaar      | Molenaar Racing                        | Kawasaki Ninja 400 | 14   | +35.949   | 28º     |       |
| 23º  | 10 | Davide Conte       | SMW Racing                             | Kawasaki Ninja 400 | 14   | +36.082   | 30º     |       |
| 24º  | 81 | Ioannis Peristeras | ProGP Racing                           | Yamaha YZF-R3      | 14   | +36.230   | 32º     |       |
| 25º  | 47 | Fenton Seabright   | Vinales Racing                         | Yamaha YZF-R3      | 14   | +1'08.852 | 9º      |       |
| 26º  | 18 | Indy Offer         | BrCorse                                | Yamaha YZF-R3      | 14   | +1'10.656 | 31º     |       |

### Ritirati
| Nº | Pilota                 | Squadra                                | Motocicletta       | Giri | Griglia |
| -- | ---------------------- | -------------------------------------- | ------------------ | ---- | ------- |
| 53 | Petr Svoboda           | Accolade Smrz Racing                   | Kawasaki Ninja 400 | 11   | 7º      |
| 60 | Dirk Geiger            | Fusport-RT Motorsports by SKM-Kawasaki | Kawasaki Ninja 400 | 9    | 6º      |
| 12 | Humberto Maier         | AD78 Team Brasil by MS Racing          | Yamaha YZF-R3      | 3    | 10º     |
| 87 | Eliton Gohara Kawakami | AD78 Team Brasil by MS Racing          | Yamaha YZF-R3      | 3    | 21º     |
| 58 | Iñigo Iglesias         | SMW Racing                             | Kawasaki Ninja 400 | 1    | 3º      |
| 80 | Gabriele Mastroluca    | ProGP Racing                           | Yamaha YZF-R3      | 0    | 11º     |

## Supersport 300 gara 2

### Arrivati al traguardo
| Pos. | Nº | Pilota              | Squadra                                | Motocicletta       | Giri | Tempo     | Griglia | Punti |
| ---- | -- | ------------------- | -------------------------------------- | ------------------ | ---- | --------- | ------- | ----- |
| 1º   | 64 | Hugo De Cancellis   | Prodina Racing                         | Kawasaki Ninja 400 | 14   | 25'55.500 | 19º     | 25    |
| 2º   | 27 | Álvaro Díaz         | Arco Motor University                  | Yamaha YZF-R3      | 14   | +0.002    | 28º     | 20    |
| 3º   | 61 | Yuta Okaya          | MTM Kawasaki                           | Kawasaki Ninja 400 | 14   | +0.109    | 13º     | 16    |
| 4º   | 8  | Bruno Ieraci        | Prodina Racing                         | Kawasaki Ninja 400 | 14   | +0.165    | 4º      | 13    |
| 5º   | 80 | Gabriele Mastroluca | ProGP Racing                           | Yamaha YZF-R3      | 14   | +0.200    | 11º     | 11    |
| 6º   | 26 | Mirko Gennai        | BrCorse                                | Yamaha YZF-R3      | 14   | +0.262    | 16º     | 10    |
| 7º   | 46 | Samuel Di Sora      | Leader Team Flembbo                    | Kawasaki Ninja 400 | 14   | +0.555    | 2º      | 9     |
| 8º   | 72 | Victor Steeman      | MTM Kawasaki                           | Kawasaki Ninja 400 | 14   | +0.648    | 1º      | 8     |
| 9º   | 41 | Marc García         | Yamaha MS Racing                       | Yamaha YZF-R3      | 14   | +0.697    | 8º      | 7     |
| 10º  | 28 | Lennox Lehmann      | Freudenberg KTM - Paligo Racing        | KTM RC 390 R       | 14   | +0.860    | 24º     | 6     |
| 11º  | 23 | Sylvain Markarian   | Leader Team Flembbo                    | Kawasaki Ninja 400 | 14   | +0.970    | 17º     | 5     |
| 12º  | 91 | Matteo Vannucci     | AG Motorsport Italia Yamaha            | Yamaha YZF-R3      | 14   | +1.027    | 5º      | 4     |
| 13º  | 2  | Iker García         | Yamaha MS Racing                       | Yamaha YZF-R3      | 14   | +1.391    | 14º     | 3     |
| 14º  | 85 | Kevin Sabatucci     | Kawasaki GP Project                    | Kawasaki Ninja 400 | 14   | +1.822    | 20º     | 2     |
| 15º  | 12 | Humberto Maier      | AD78 Team Brasil by MS Racing          | Yamaha YZF-R3      | 14   | +2.212    | 10º     | 1     |
| 16º  | 58 | Iñigo Iglesias      | SMW Racing                             | Kawasaki Ninja 400 | 14   | +3.000    | 3º      |       |
| 17º  | 53 | Petr Svoboda        | Accolade Smrz Racing                   | Kawasaki Ninja 400 | 14   | +3.500    | 7º      |       |
| 18º  | 35 | Yeray Saiz Marquez  | Accolade Smrz Racing                   | Kawasaki Ninja 400 | 14   | +4.835    | 18º     |       |
| 19º  | 93 | Marco Gaggi         | Vinales Racing                         | Yamaha YZF-R3      | 14   | +5.478    | 21º     |       |
| 20º  | 88 | Daniel Mogeda       | Team#109 Kawasaki                      | Kawasaki Ninja 400 | 14   | +15.734   | 25º     |       |
| 21º  | 81 | Ioannis Peristeras  | ProGP Racing                           | Yamaha YZF-R3      | 14   | +15.753   | 31º     |       |
| 22º  | 4  | Sven Doornenbal     | Molenaar Racing                        | Kawasaki Ninja 400 | 14   | +15.860   | 22º     |       |
| 23º  | 78 | Thom Molenaar       | Molenaar Racing                        | Kawasaki Ninja 400 | 14   | +15.869   | 27º     |       |
| 24º  | 10 | Davide Conte        | SMW Racing                             | Kawasaki Ninja 400 | 14   | +16.053   | 29º     |       |
| 25º  | 69 | Troy Alberto        | Fusport-RT Motorsports by SKM-Kawasaki | Kawasaki Ninja 400 | 14   | +28.079   | 26º     |       |
| 26º  | 18 | Indy Offer          | BrCorse                                | Yamaha YZF-R3      | 14   | +50.396   | 30º     |       |

### Ritirati
| Nº | Pilota           | Squadra                                | Motocicletta       | Giri | Griglia |
| -- | ---------------- | -------------------------------------- | ------------------ | ---- | ------- |
| 43 | Harry Khouri     | Team#109 Kawasaki                      | Kawasaki Ninja 400 | 9    | 15º     |
| 59 | Alessandro Zanca | Kawasaki GP Project                    | Kawasaki Ninja 400 | 4    | 23º     |
| 60 | Dirk Geiger      | Fusport-RT Motorsports by SKM-Kawasaki | Kawasaki Ninja 400 | 1    | 6º      |
| 77 | Ruben Bijman     | MTM Kawasaki                           | Kawasaki Ninja 400 | 0    | 12º     |
| 47 | Fenton Seabright | Vinales Racing                         | Yamaha YZF-R3      | 0    | 9º      |